# Mięsień prostownik palców

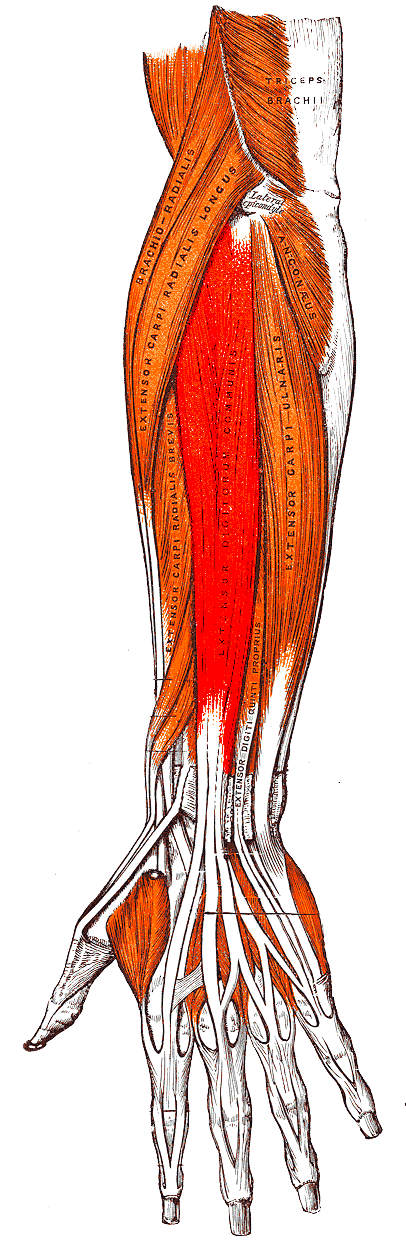
Mięsień prostownik palców oznaczony na czerwono.

Mięsień prostownik palców (łac. musculus extensor digitorum) – w anatomii człowieka mięsień warstwy powierzchownej grupy tylnej mięśni przedramienia. Przyczep bliższy ma na nadkłykciu bocznym kości ramiennej, więzadle pobocznym promieniowym, więzadle pierścieniowatym i na powięzi przedramienia. Dodatkowo zrasta się z sąsiednimi mięśniami. W połowie długości przedramienia mięsień dzieli się na trzy lub cztery brzuśce zakończone czterema długimi, płaskimi ścięgnami. Ścięgna przechodzą przez czwarty przedział troczka prostowników razem ze ścięgnem mięśnia prostownika wskaziciela. W końcowym odcinku ścięgna przechodzą w rozcięgno grzbietowe i przyczepiają się na podstawach dalszych paliczków.
Unaczyniony jest przez tętnicę międzykostną tylną, a unerwiony przez gałąź głęboką nerwu promieniowego (nerw międzykostny tylny).
Mięsień ten prostuje palce II–V w stawach śródręczno-paliczkowych, a także je odwodzi. Jest najsilniejszym prostownikiem ręki.
U innych kręgowców jego odpowiednikiem jest mięsień prostownik wspólny palców (łac. musculus extensor digitorum communis). Ma różną liczbę brzuśców i ścięgien w zależności od gatunku. U ptaków jest prostownikiem palca skrzydełka i palca większego.